# Лисициан, Мария Вартановна
Мария Вартановна Лисициан (2 января 1908, Тифлис — 26 января 1995, Москва) — советский тренер по художественной гимнастике, один из основоположников советской школы этого вида спорта. Заслуженный тренер СССР (1966). Награждена орденом «Знак Почёта» (1968).

## Биография

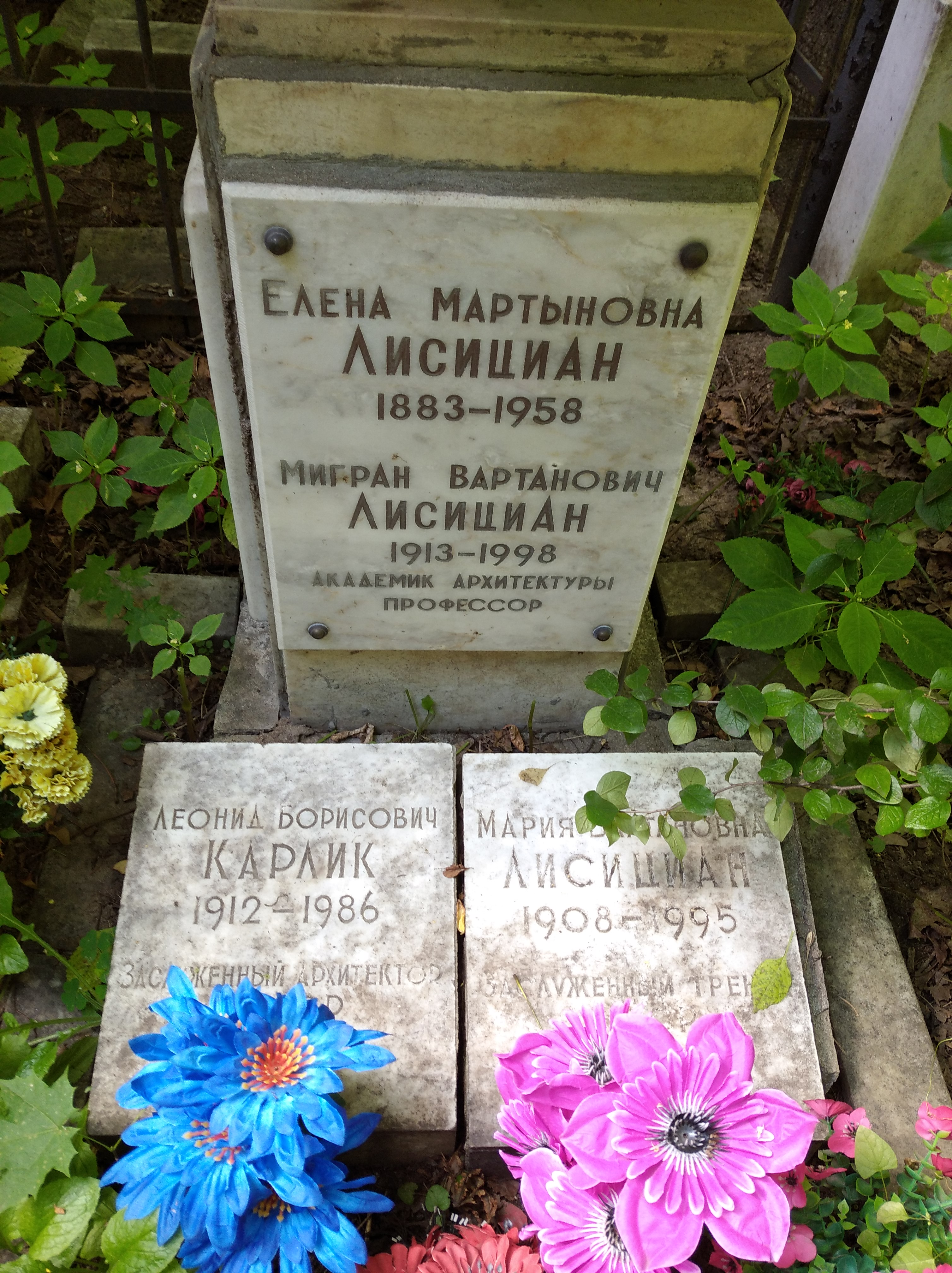
Могила М. В. Лисициан

Мария Лисициан родилась 2 января 1908 года в Тифлисе. С детства увлекаясь искусством танца, она уже в гимназии изучала азы бальных танцев, а потом стала посещать занятия студии ритма и пластики, основанную её двоюродной сестрой Србуи Лисициан. Постепенно сосредоточилась на исполнении народных танцев и в 1929 году переехала в Ленинград для работы в Восточном этнографическом ансамбле при Ленинградской эстраде, где заменила другую свою двоюродную сестру Назели Лисициан.
В дальнейшем Мария Лисициан перешла работать в Мосэстраду, училась в Драматической студии у Рубена Симонова, была занята в его спектаклях. В Москве она также создала и тренировала детскую группу художественной гимнастики, которая в то время ещё не была видом спорта, а считалась лишь формой художественной самодеятельности.
В 1938 году её муж Евгений Алибегов вместе с группой других советских специалистов по электрификации железных дорог был арестован, обвинён во «вредительстве» и расстрелян. Мария Лисициан также была арестована и как «член семьи изменника родины» приговорена к восьми годам без права переписки. Два с половиной года она провела сначала в Бутырской тюрьме, а потом в Акмолинском лагере жён изменников Родины. Благодаря вмешательству её дяди, известного учёного Степана Лисициана, её дело было пересмотрено, и она была досрочно освобождена.
После освобождения Мария Лисициан работала директором спортивной школы Железнодорожного района Москвы, а также режиссёром-постановщиком гимнастических парадов на Красной площади, открытий и закрытий Спартакиад народов СССР, Универсиад, других спортивно-массовых мероприятий.
В 1954 году вместе со своей старшей сестрой Тамарой Лисициан она создала при спортивном обществе «Крылья Советов» школу художественной гимнастики, ставшую ведущей не только в СССР, но и в мире.

«Сёстры Лисициан, пожалуй, первыми из тренеров перешли на бригадный метод работы. Начинающих гимнасток тренировала Тамара Вартановна, а девочек, переходящих к изучению программ кандидатов в мастера спорта и мастеров спорта СССР, тренировала Мария Лисициан».— Карпухина Е. А. Не спускайтесь с небес. — М.: Советский спорт, 1995. — 206 с. — ISBN 5-85009-438-5.
Во многом благодаря показательным выступлениям её воспитанниц художественная гимнастика была признана Международной федерацией гимнастики (ФИЖ) видом спорта. В 1963—1971 годах Мария Лисициан была главным тренером национальной сборной СССР по художественной гимнастике. На первом чемпионате мира по художественной гимнастике в Будапеште ученицы Марии Лисициан Людмила Савинкова и Татьяна Кравченко завоевали золотые и серебряные медали как в многоборье, так и в отдельных упражнениях. В 1967 году на чемпионате мира в Копенгагене абсолютной чемпионкой мира стала другая воспитанница Марии Лисициан — Елена Карпухина.
Впоследствии Елена Карпухина так оценивала вклад Марии Лисициан в свои спортивные успехи:

В 1962 году, в 11-летнем возрасте я пришла в «Крылья Советов». И всё, чего я добилась, — это она, Мария Вартановна. Всем лучшим, что есть во мне, я обязана прежде всего ей. В наше время вместе с основным тренером работают хореограф, аккомпаниатор, тренер по акробатике, менеджер — целая команда. А у нас всю эту работу выполняли Мария Вартановна и Тамара Вартановна Лисициан.
За 23 года работы старшим тренером в клубе «Крылья Советов» Мария Лисициан подготовила трёх чемпионок мира, около тридцати мастеров спорта. 14 её учениц после завершения спортивной карьеры стали тренерами.
Мария Лисициан скончалась 26 января 1995 года. Похоронена на Армянском кладбище в Москве.

## Семья
- Карлик, Леонид Борисович (1912—1986) — муж, советский архитектор, заслуженный архитектор РСФСР.
- Лисициан, Мигран Вартанович (1913—1998) — брат, советский архитектор, профессор архитектуры.
- Лисициан, Тамара Вартановна (1903—1984)[3] — сестра, тренер по художественной гимнастике, заслуженный тренер СССР.